# Elemér Terták
Elemér Terták, né le 2 novembre 1918 à Budapest et mort le 8 juillet 1999 dans la même ville, est un patineur artistique hongrois, médaillé de bronze mondial en 1937.

## Biographie

### Carrière sportive
Elemér Terták est triple champion de Hongrie de 1937 à 1939.
Il représente son pays à cinq championnats européens (1934 à Seefeld in Tirol, 1935 à Saint-Moritz, 1936 à Berlin, 1937 à Prague et 1938 à Saint-Moritz), cinq mondiaux (1934 à Stockholm, 1935 à Budapest, 1937 à Vienne, 1938 à Berlin et 1939 à Budapest) et aux Jeux olympiques d'hiver de 1936 à Garmisch-Partenkirchen.
Lors de ces championnats internationaux, il conquiert deux médailles de bronze européenne en 1934 et 1937 et une médaille de bronze mondiale en 1937.
Il arrête les compétitions sportives après les mondiaux de 1939.

### Reconversion

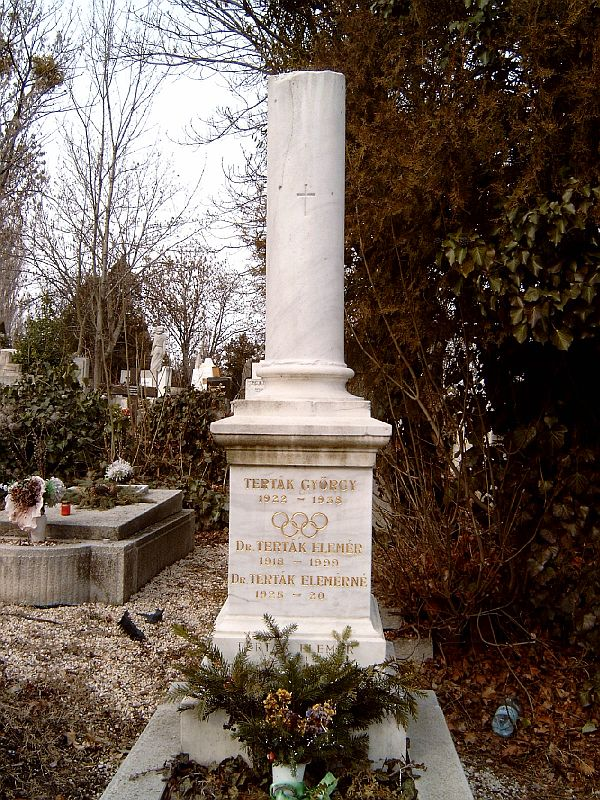
Tombe d'Elemér Terták à Budapest

Après la seconde guerre mondiale et jusque dans les années 1970, Elemér Terták fut journaliste sportif, manager sportif, juge de compétitions internationales et vice-président de la Fédération hongroise de patinage.
Il meurt le 8 juillet 1999 à l'âge de 80 ans. Les anneaux olympiques sont présents sur sa tombe à Budapest.

### Famille
Il est le fils d'Elemér Terták, officier des postes et télégraphes et de Regina Löwi. Son père était catholique et sa mère juive. Son fils, Ádám Terták, est économiste

## Palmarès
| Compétitions            | 1934 | 1935 | 1936 | 1937 | 1938 | 1939 |
| Jeux olympiques         |      |      | 8e   |      |      |      |
| Championnats du monde   | 7e   | 6e   |      | 3e   | 9e   | 6e   |
| Championnats d'Europe   | 3e   | 7e   | 5e   | 3e   | 5e   |      |
| Championnats de Hongrie |      |      |      | 1er  | 1er  | 1er  |